# Brantice
Bratnice (németül: Bransdorf) falu Csehország Bruntáli járásában. Brantice Lichnov, Býkov-Láryšov, Zátor, Krnov, Hošťálkovy, Krasov és Čaková településekkel határos. Lakosainak száma 1392 fő (2024. január 1.).

## Népesség
A település lakosságának változását az alábbi diagram mutatja:
| Lakosok száma | 1659 | 1598 | 1807 | 1467 | 1200 | 1257 | 1367 | 1370 | 1336 | 1392 |
|               | 1869 | 1900 | 1921 | 1961 | 1980 | 2011 | 2016 | 2019 | 2021 | 2024 |